# Conde da Vidigueira
Conde da Vidigueira foi um título nobiliárquico de Portugal. Foi concedido a 29 de Dezembro de 1519 a Vasco da Gama, comandante da armada que realizou a descoberta do caminho marítimo para a Índia em 1498–1499, por D. Manuel I, o rei que o enviara à Índia vinte anos antes. Logo após o seu regresso da Ásia tinha Vasco da Gama a 10 de Janeiro de 1500 recebido o tratamento de Dom e o título honorífico hereditário de Almirante da Índia. Mais tarde regressara à India em 1502–1503, e voltaria ainda ao Oriente como Vice-rei da Índia em 1524, sendo apenas o segundo governador do Estado da Índia com estatuto de vice-rei após D. Francisco de Almeida (1505–1509).
O seu trineto, D. Vasco Luís da Gama, 5.º Conde da Vidigueira, recebeu o título de Marquês de Nisa de D. João IV, a 18 de Outubro de 1646, como recompensa pelos seus serviços como embaixador à corte de Paris durante a Guerra da Restauração.
Tal como se tornou habitual nas grandes casas nobres de Portugal nos séculos XVII e XVIII — ver por exemplo os Marqueses de Fronteira (1670), Marqueses de Louriçal (1740), Marqueses de Penalva (1750), ou Marqueses de Lavradio (1753) —, o novo marquesado absorveu o velho condado, ficando o velho título condal então associado ao marquesado, e usado pelos seus herdeiros em vida dos pais.
Note-se que a criação deste condado representa, tal como a criação do Marquesado de Nisa em 1646, a mais notável ascensão social da História de Portugal até então. À época todos os condados de Portugal sem excepção pertenciam à velha e mais alta nobreza senhorial do reino: ver por exemplo os Condes de Monsanto (1460, mais tarde Marqueses de Cascais (1643)), descendentes de um irmão de D. Inês de Castro; os Condes de Cantanhede (1479, mais tarde Marqueses de Marialva (1661)), descendentes do Conde de Neiva, irmão da rainha D. Leonor Teles; ou ainda os Condes de Tarouca (1499, mais tarde Marqueses de Penalva (1750)), descendentes de um irmão do Conde de Neiva e tio de D. Leonor Teles.
A criação do Condado da Vidigueira para Vasco da Gama representa assim uma espectacular ascensão social, visto os Gamas serem originários da relativamente baixa nobreza do século XV, não se conhecendo practicamente os seus ascendentes do século XIV, ao contrário de todas as Casas mencionadas. Assim, os Gamas não são por exemplo sequer mencionados nas crónicas Quatrocentistas de Fernão Lopes, em que todos os outros são protagonistas.

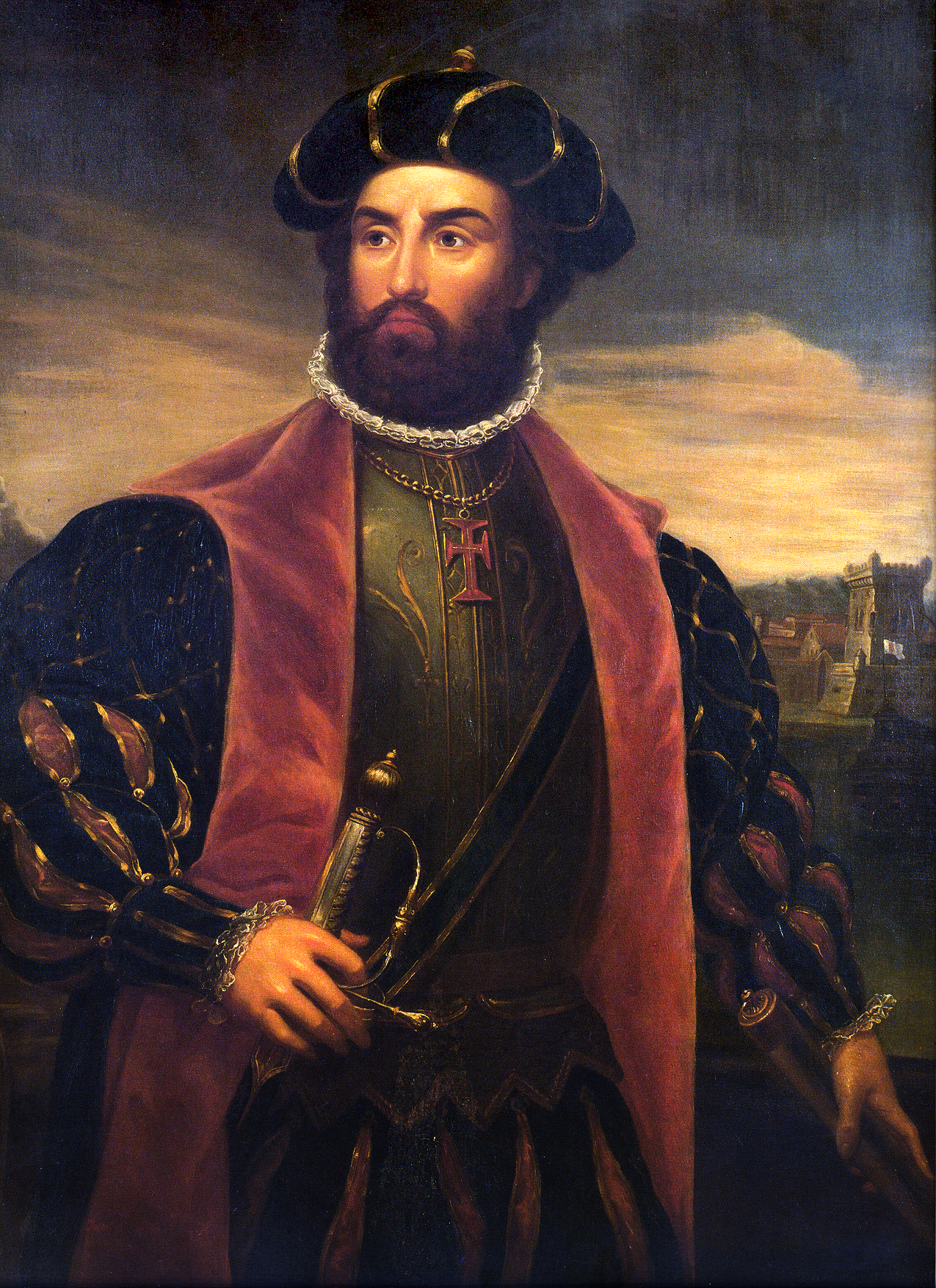
Vasco da Gama, progenitor das casas da Vidigueira e de Nisa, em pintura a óleo de 1838 da autoria de António Manuel da Fonseca, hoje no National Maritime Museum.

A excepcional ascensão social desta linhagem deve-se essencialmente ao singular feito de Vasco da Gama, e aos feitos dos seus sucessores, especialmente dois dos seus filhos na década de 1540 no Oriente, que asseguraram a fama da linhagem; e o título encontra-se assim já plenamente descrito por exemplo por D. António Caetano de Sousa nas Memorias Historicas e Genealogicas dos Grandes de Portugal.
No final do século XVIII, já com varonia de Lima, a linhagem conheceu novamente um grande almirante, D. Domingos Xavier de Lima, o 7.º Marquês de Nisa.
O 9.º marquês, "depois de ter dissipado a sua enorme casa", faleceu em 1873, e os seus títulos não foram renovados. Apenas em 1898, por ocasião das grandes celebrações do quarto centenário do descobrimento do caminho marítimo para a Índia, foi o título de Conde da Vidigueira de Vasco da Gama renovado num dos seus filhos, em circumstâncias singulares.

## Condes da Vidigueira (1519)

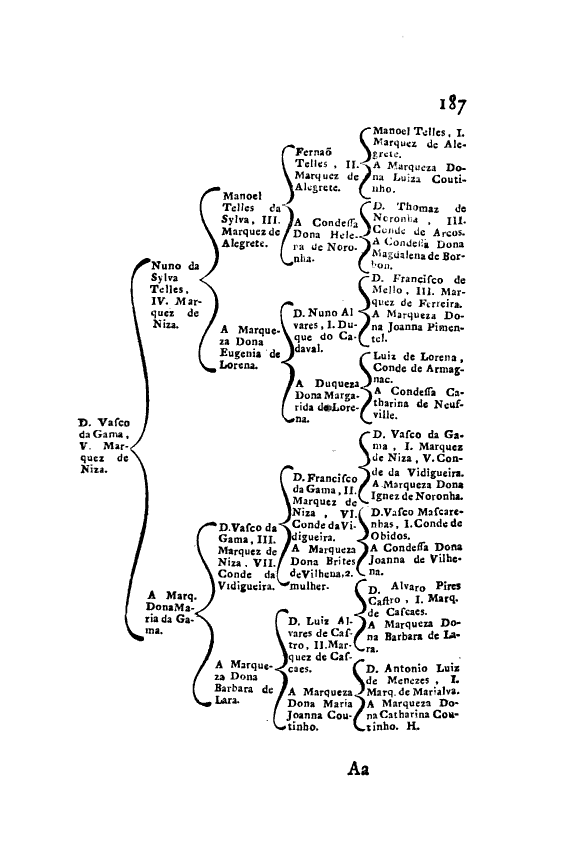
Costados do Marquês de Nisa, na obra de D. António Caetano de Sousa.

O título foi criado por decreto real emitido em Évora em 1519, após um acordo assinado a 7 de Novembro entre Vasco da Gama e D. Jaime I, Duque de Bragança, em que este último vendia as vilas alentejanas da Vidigueira e Vila de Frades a Vasco da Gama, seus herdeiros e sucessores, bem como todos os rendimentos e privilégios relacionados. Lembre-se que Vasco da Gama era ele próprio alentejano, tendo nascido na vila próxima de Sines, onde seu pai Estêvão da Gama era alcaide.
D. Vasco da Gama, 1.º Conde da Vidigueira, teve sete filhos, dos quais vários serviram no Oriente. Merecem destaque:
- D. Estêvão da Gama, Governador da Índia (1540–1542), que organizou uma celebérrima armada ao Mar Vermelho até Suez, às portas do Cairo, que venceu os turcos no sopé do Monte Sinai, onde o governador depois armou os nobres da armada cavaleiros.[5] Presente nesta armada esteve D. João de Castro, futuro Vice-rei da Índia (1545–1548), que durante a expedição escreveu o último dos seus roteiros, o Roteiro do Mar Roxo.
- D. Cristóvão da Gama, que durante a mesma ocasião comandou uma igualmente famosa expedição destacada à Abissínia, para com quatrocentos homens socorrer o imperador cristão da Etiópia contra os muçulmanos que o ameaçavam; este exército andou durante dois anos em campanha na Etiópia, ganhando várias batalhas contra os muçulmanos.

O 2.º conde não se notabilizou como estes seus irmãos; foi estribeiro-mor de D. João III. O 3.º conde seu filho foi também estribeiro-mor, e ainda conselheiro de Estado, e morreria em batalha contra os marroquinos em Alcácer-Quibir em 1578. O 4.º conde acompanhou com treze anos o pai a Alcácer-Quibir; foi preso pelos mouros, mas resgatado. Mais tarde foi também Conselheiro de Estado, e Vice-rei da Índia por duas vezes: em 1597–1600, e mais tarde em 1622–1628, quando a Guerra Luso-Holandesa era já intensa no Oriente, e se viu um prelúdio das invasões holandesas no Brasil com a conquista de Salvador (Bahia).
O 5.º conde foi conselheiro de Estado como o pai e o avô. Após a restauração da independência em 1640, foi feito Marquês de Nisa em 1646 (ver infra).

## Titulares
| Nome                      | Retrato | Nascimento                                                     | Casamentos                  | Morte                                     |
| ------------------------- | ------- | -------------------------------------------------------------- | --------------------------- | ----------------------------------------- |
| Vasco da Gama ????–1524 . |         | c. 1460s ou 1469 Sines filho de Estêvão da Gama e Isabel Sodré | Catarina de Ataíde 6 filhos | 24 de dezembro de 1524 Cochim idade 55–65 |

1. Vasco da Gama, 1.º Conde da Vidigueira, Almirante da Índia, 2.º Vice-Rei da Índia.
2. D. Francisco da Gama, 2.º Conde da Vidigueira (ca. 1510-); filho do anterior.
3. D. Vasco da Gama, 3.º Conde da Vidigueira (ca. 1530–1578); filho do anterior.
4. D. Francisco da Gama, 4.º Conde da Vidigueira (1565–1632); filho do anterior. Foi Vice-Rei da Índia em 1597–1600 e novamente em 1622–1628.
5. D. Vasco Luís da Gama (1612–1676), 5.º Conde da Vidigueira; filho do anterior. Feito 1.º Marquês de Nisa.
6. D. Francisco Luís Baltasar António da Gama (1636–1707), 6.º Conde da Vidigueira e 2.º Marquês de Nisa; filho do anterior.
7. D. Vasco José Luís Baltasar da Gama (1666–1735), 7.º Conde da Vidigueira e 3.º Marquês de Nisa; filho do anterior.
8. D. Maria Josefa Francisca Xavier Baltasar da Gama (1712–1750), 8.ª Condessa da Vidigueira e 4.ª Marquesa de Nisa; filha do anterior. Casou com D. Nuno Teles da Silva, 4.º marquês por casamento. Casou segunda vez em 1741 com D. João Xavier Fernão Teles de Meneses Castro e Silveira, 5.º Conde de Unhão.
9. D. Vasco José Jerónimo Baltasar da Gama (1733–1757), 9.º Conde da Vidigueira e 5.º Marquês de Nisa; filho dos anteriores.
10. D. Rodrigo Xavier Teles de Castro da Gama Ataíde Noronha Silveira e Sousa (1744–1784), 10.º Conde da Vidigueira e 6.º Marquês de Nisa e 6.º Conde de Unhão; irmão do anterior.
11. D. Eugénia Maria Josefa Xavier Teles de Castro da Gama (1776–1839), 11.ª Condessa da Vidigueira e 7.ª Marquesa de Nisa e 7.ª Condessa de Unhão, filha do anterior. Casou com D. Domingos Xavier de Lima (1765–1802), célebre almirante, filho do 1.º Marquês de Ponte de Lima e 7.º Marquês de Nisa e 11.º Conde da Vidigueira e 7.º Conde de Unhão e 11.º Almirante da Índia por casamento.
12. D. Tomás Xavier Teles de Castro da Gama Ataíde Noronha da Silveira e Sousa (1796–1820), 12.º Conde da Vidigueira e 8.º Marquês de Nisa e 8.º Conde de Unhão; filho dos anteriores.
13. D. Domingos Vasco Xavier Pio Teles da Gama Castro e Noronha Ataíde Silveira e Sousa (1817–1873), 13.º Conde da Vidigueira e 9.º e último Marquês de Nisa e 9.º Conde de Unhão; filho do anterior.
14. D. Tomás Francisco Teles da Gama (1839–1903), 14.º Conde da Vidigueira; filho do anterior.
15. D. José Teles da Gama Castro Ataíde Noronha da Silveira e Sousa (1877–1941), 15.º e último Conde da Vidigueira; filho do anterior.

### Armas
As armas dos Gamas Condes da Vidigueira eram:

"Xadrezado de ouro e vermelho de três peças em faixa e cinco em pala, as de vermelho carregadas de duas burelas de prata; brocante em ponto de honra, um escudete de prata carregado de cinco escudetes de azul, alinhados em cruz, cada um sobrecarregado de cinco besantes de ouro". Timbre: "Naire nascente, vestido ricamente ao modo da Índia […] os braços nús, segurando com a dextra um escudete das armas, e com a sinistra um ramo de canela da sua côr".

Estas armas encontram-se no Livro do Armeiro-Mor (fl 87r), no Livro da Nobreza e Perfeiçam das Armas (fl 18v, onde o timbre é a gama dos Gama) e no Thesouro de Nobreza (fl 23r). Encontram-se também na Sala de Sintra.

## Marqueses de Nisa (1646)

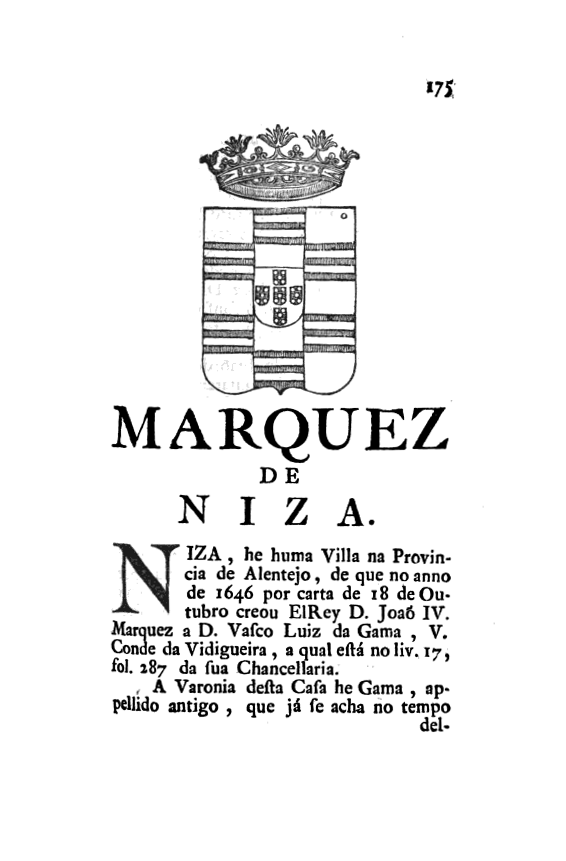
Título de Marquês de Nisa, nas Memorias Historicas e Genealogicas dos Grandes de Portugal (1755).

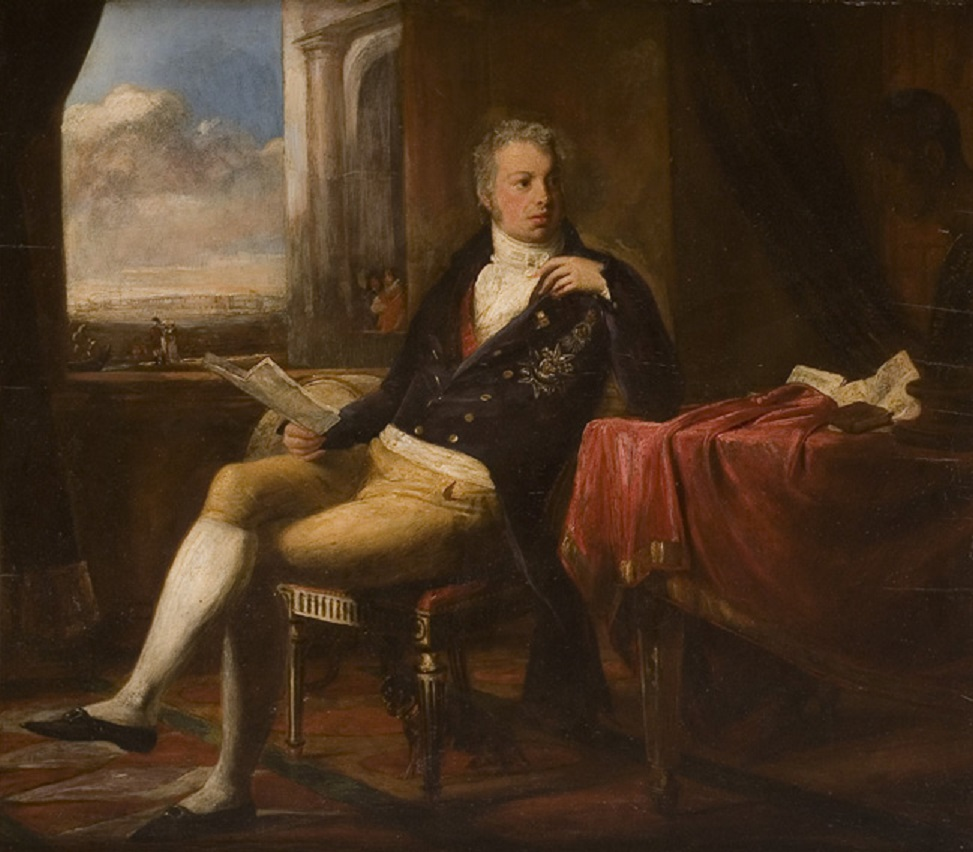
O 7.º Marquês de Nisa, o almirante D. Domingos Xavier de Lima, que foi ainda embaixador a São Petersburgo. Pintura de 1801 no Museu de Marinha.

Após a expulsão dos Habsburgos e restauração da independência de Portugal em 1640, o 5.º Conde da Vidigueira foi nomeado embaixador a Paris por D. João IV em 1642. No entanto, enquanto estava em Paris morreu Luís XIII de França logo em Maio de 1643. Isto levou a que o Conde de Monsanto fosse elevado a Marquês de Cascais e enviado em 1644 como embaixador extraordinário ao novo rei, Luís XIV. Tudo isto dificultou a tarefa do Conde de Vidigueira, que permaneceu em Paris até 1646. Ainda assim, ao regressar foi feito Marquês de Nisa pelo rei, como recompensa pelos seus serviços, a 18 de Outubro de 1646. Ao mesmo tempo determinou-se que o título de Conde da Vidigueira seria usado pelo seu herdeiro aparente.
O 1.º Marquês de Nisa voltaria mais tarde a ser nomeado embaixador; e tal como certos outros membros da alta nobreza portuguesa ― nomeadamente o 3.º e o 4.º Conde da Ericeira e o filho e neto destes, o 1.º Marquês de Louriçal ― era também bibliófilo. O 2.º e o 3.º marquês ocuparam cargos palacianos, o primeiro como conselheiro de Estado, e o segundo como mordomo-mor da princesa e futura rainha D. Mariana Vitória.
Este 3.º marquês casou com a filha herdeira do último Marquês de Cascais, e teve também uma única filha. Esta 4.ª marquesa casou primeiro com um filho do 3.º Marquês de Alegrete, e depois com o 5.º Conde de Unhão, ambos Teles da Silva. O filho do primeiro casamento, o 5.º marquês, acrescentou a Casa com certas possessões herdadas do último Marquês de Cascais, e foi sucedido pelo meio-irmão.
Este 6.º marquês casou com uma filha do primeiro Marquês de Ponte de Lima, e teve uma filha única, que casou com o seu tio, o famoso almirante D. Domingos Xavier de Lima, que foi o 7.º e mais famoso Marquês de Nisa, digno do título honorífico de Almirante da Índia, prestigiado chefe de esquadra e diplomata.
Os últimos marqueses do título não chegaram a igualar a fama destes seus antepassados.

### Titulares
1. D. Vasco Luís da Gama (1612–1676), 1.º Marquês de Nisa e 5.º Conde da Vidigueira; filho do anterior.
2. D. Francisco Luís Baltasar António da Gama (1636–1707), 2.º Marquês de Nisa e 6.º Conde da Vidigueira; filho do anterior.
3. D. Vasco José Luís Baltasar da Gama (1666–1735), 3.º Marquês de Nisa e 7.º Conde da Vidigueira; filho do anterior.
4. D. Maria Josefa Francisca Xavier Baltasar da Gama (1712–1750), 4.ª Marquesa de Nisa; filha do anterior. Casou com D. Nuno Teles da Silva, 4.º marquês por casamento. Casou segunda vez em 1741 com D. João Xavier Fernão Teles de Meneses Castro e Silveira, 5.º Conde de Unhão.
5. D. Vasco José Jerónimo Baltasar da Gama (1733–1757), 5.º Marquês de Nisa e 9.º Conde da Vidigueira; filho dos anteriores.
6. D. Rodrigo Xavier Teles de Castro da Gama Ataíde Noronha Silveira e Sousa (1744–1784), 6.º Marquês de Nisa e 10.º Conde da Vidigueira e 6.º Conde de Unhão; irmão do anterior.
7. D. Eugénia Maria Josefa Xavier Teles de Castro da Gama (1776–1839), 7.ª Marquesa de Nisa e 11.ª Condessa da Vidigueira e 7.ª Condessa de Unhão, casada com D. Domingos Xavier de Lima (1765–1802), célebre almirante, filho do 1.º Marquês de Ponte de Lima e 7.º Marquês de Nisa e 11.º Conde da Vidigueira e 7.º Conde de Unhão e 11.º Almirante da Índia por casamento.
8. D. Tomás Xavier Teles de Castro da Gama Ataíde Noronha da Silveira e Sousa (1796–1820), 8.º Marquês de Nisa e 12.º Conde da Vidigueira e 8.º Conde de Unhão; filho dos anteriores.
9. D. Domingos Vasco Xavier Pio Teles da Gama Castro e Noronha Ataíde Silveira e Sousa (1817–1873), 9.º e último Marquês de Nisa e 13.º Conde da Vidigueira e 9.º Conde de Unhão; filho do anterior.

### Armas
As dos condes da Vidigueira.

## Quarto centenário do descobrimento do caminho marítimo para a Índia (1898)

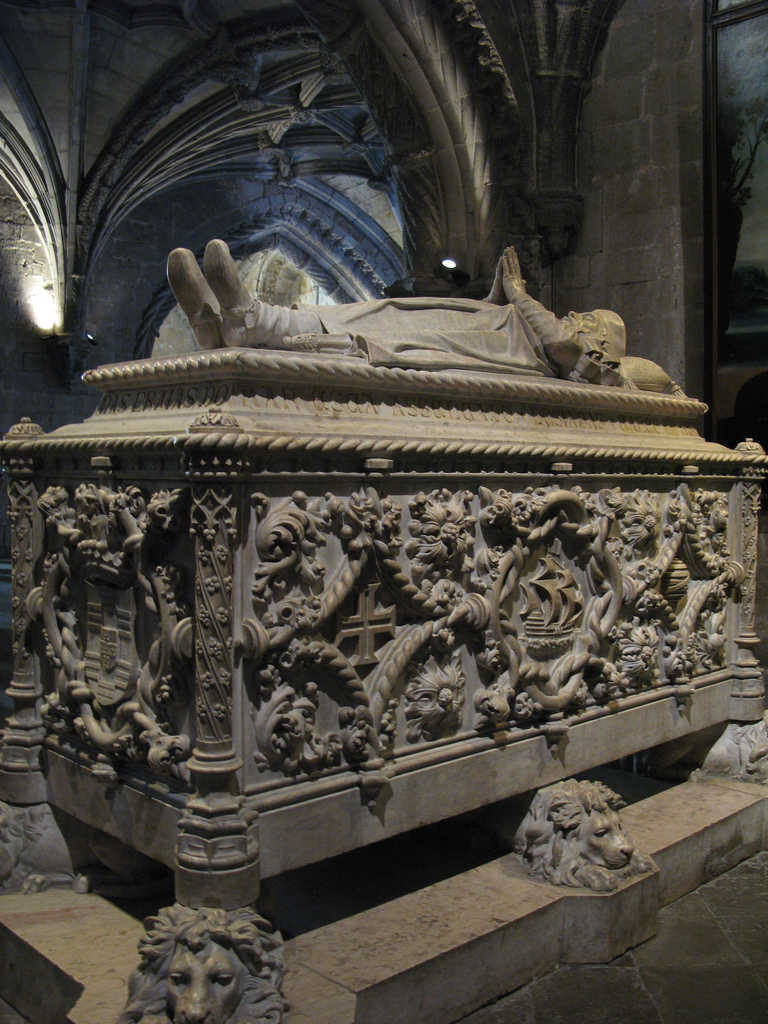
Túmulo de Vasco da Gama no Mosteiro dos Jerónimos (1880).

Aquando do quarto centenário do descobrimento do caminho marítimo para a Índia, em 1898, vivia-se em Portugal um clima de certo patriotismo, em parte causado pela partilha de África, que levou à Conferência de Berlim em 1884–1885, e mais tarde ao Ultimato Britânico de 1890 sobre a questão colonial do Mapa Cor-de-Rosa.
Neste contexto, já antes tinham os restos mortais de Vasco da Gama sido trasladados ao Mosteiro dos Jerónimos em 1880. O Ultimato veio agravar a onda de nacionalismo que se fazia sentir em toda a Europa, e foram então decretadas grandes celebrações nacionais do quarto centenário. E neste contexto singular, três dos títulos da Casa de Nisa foram renovados, em condições excepcionais como se pode ver na Lei de 22 de Junho de 1898, em três filhos do último Marquês de Nisa:

Artigo 1.º É dispensado D. José Telles da Gama do pagamento dos emolumentos, direitos de mercê e sêllo, pelo titulo de conde da Vidigueira, com que foi agraciado.
[…]
Art. 4.º São igualmente dispensados do pagamento dos emolumentos, direitos de mercê e sêllo, pelos titulos de marqueza de Unhão e conde de Cascaes com que fôram respectivamente agraciados, D. Eugénia Telles da Gama e D. Manuel Telles da Gama.

Sobre isto, comenta Braamcamp Freire:

El Rei, o Govêrno, e as Côrtes lembraram-se dos representantes do grande Vasco da Gama; a Comissão organizadora dos festejos, aos quais deu a nota característica o baile da Sociedade de Geografia, essa nem sequer teve um convite, uma atenção para o Conde da Vidigueira. Em Madrid, quando se festejou a grande empresa de Colombo, andou o seu representante, o Duque de Verágua, sempre na primeira plana. Em Lisboa, se lá esteve, andou o Conde da Vidigueira a pé pelas ruas. Misérias desta terra de pequenas gentes.

## O Palácio dos Marqueses de Nisa
O principal palácio dos Condes da Vidigueira também Marqueses de Nisa foi o que leva o nome deste último título, o Palácio Nisa, no Largo do Marquês de Nisa, na freguesia de Penha de França, em Lisboa.
Situado adjacente ao antigo Convento da Madre de Deus, hoje o importante Museu Nacional do Azulejo, e a escassa distância do antigo Convento de São Francisco de Xabregas, onde funciona actualmente o Teatro Ibérico, este grande palácio, uma das maiores casas nobres da capital portuguesa, fora inicialmente construido como paço real em Xabregas por D. João III. No século XVII o edifício foi doado aos Condes de Unhão, passando à Casa de Nisa quando o 5.º Conde de Unhão casou com a 4.ª Marquesa de Nisa em 1741.
Apesar da sua grande volumetria, o palácio, formando um rectângulo com pátio interior, e integrando uma capela semi-autónoma com tratamento diferenciado ao nível do alçado, tudo de feição essencialmente neoclássica, não se destaca pela sua arquitectura. No entanto, é um "imóvel ou conjunto de acompanhamento que, sem possuir características individuais a assinalar, colabora na qualidade do espaço urbano ou na ligação do tempo com o lugar, devendo ser preservado em tal medida"
O palácio foi vendido pelo último Marquês de Nisa em 1862, e depois adquirido pelo Estado em 1867, que aqui instalou um asilo da Casa Pia, actualmente escola profissional.

## Após a queda da Monarquia
Com a queda da Monarquia e a implantação da República Portuguesa em 1910 foram os titulares à data da implantação da República autorizados a manter e usar os seus títulos até à morte. Os vários títulos da Casa de Nisa encontram-se assim hoje extintos. No entanto, certos descendentes continuaram a usar, a título meramente privativo, alguns dos títulos da Casa:
1. D. José Teles da Gama Castro Ataíde Noronha da Silveira e Sousa (1877–1941), 15.º e último Conde da Vidigueira e 10.º Marquês de Nisa; acima mencionado.
2. D. Manuel Teles da Gama Soares Cardoso, 11.º Marquês de Nisa; sobrinho materno do anterior.
3. D. Maria Constança Teles da Gama Soares Cardoso (1926-2010), 16.ª Condessa da Vidigueira e 12.ª Marquesa de Nisa e 10.ª Condessa de Unhão; filha do anterior.